# Sławomir Sokołowski
Sławomir Cezary Sokołowski (ur. w 1957) – polski producent muzyczny, kompozytor i wykonawca.

## Kariera
W latach 80. XX wieku stworzył zespół Bolter, z którym wylansował przeboje: „Więcej słońca”, „Nic do stracenia" i „Daj mi tę noc”, który w 1985 został nagrodzony w konkursie premier na 22. Krajowym Festiwalu Piosenki Polskiej w Opolu. W tym czasie współpracował też z Krzysztofem Krawczykiem, Lorą Szafran i Anną Jurksztowicz.
W 1994 założył Agencję Artystyczno-Reklamową As Plus i rozpoczął współpracę z Aldoną Dąbrowską, z którą założył zespoły: Amadeo, Just 5 i The Jet Set.
Współpracował z wieloma gwiazdami polskiej muzyki, takimi jak: Gabriel Fleszar, Stachursky, Maryla Rodowicz, Andrzej Cierniewski czy Michał Szpak.
Współtworzone przez niego piosenki „Time to Party” zespołu The Jet Set i „Color of Your Life” Michała Szpaka reprezentowały Polskę w Konkursie Piosenki Eurowizji (kolejno w 2007 i 2016). W 2024 został jednym z autorów piosenki „All Together”, z którą Dominik Arim będzie reprezentował Polskę w 22. Konkursie Piosenki Eurowizji Junior.